# Norvégia a 2008. évi nyári olimpiai játékokon
Norvégia a kínai Pekingben megrendezett 2008. évi nyári olimpiai játékok egyik részt vevő nemzete volt. Az országot az olimpián 15 sportágban 84 sportoló képviselte, akik összesen 9 érmet szereztek.

## Érmesek
| Érem  | Versenyző | Sportág       | Versenyszám              |
| ----- | --- | ------------- | ------------------------ |
| Arany | Andreas Thorkildsen | Atlétika      | Férfi gerelyhajítás      |
| Arany | Olaf Tufte | Evezés        | Férfi egypárevezős       |
| Arany | Nemzeti válogatott Ragnhild Aamodt Karoline Dyhre Breivang Marit Malm Frafjord Kari Aalvik Grimsbø Gro Hammerseng Katrine Lunde Haraldsen Kari Mette Johansen Tonje Larsen Kristine Lunde Katja Nyberg Tonje Nøstvold Linn-Kristin Riegelhuth Gøril Snorroeggen Else-Marthe Sørlie Lybekk | Kézilabda     | Női                      |
| Ezüst | Kjersti Tysse Plätzer | Atlétika      | Női 20 km gyaloglás      |
| Ezüst | Eirik Verås Larsen | Kajak-kenu    | Férfi kajak egyes 1000 m |
| Ezüst | Tore Brovold | Sportlövészet | Férfi skeet              |
| Ezüst | Nina Solheim | Taekwondo     | Női nehézsúly            |
| Ezüst | Alexander Dale Oen | Úszás         | Férfi 100 m mell         |
| Bronz | Sara Nordenstam | Úszás         | Női 200 m mell           |

## Atlétika
Férfi
| Jaysuma Saidy Ndure | 100 m           | 10,37 | 3. | 31.* | 10,14 | 4. | 14.* | kiesett          | kiesett          | kiesett          | kiesett       | kiesett       | kiesett | kiesett | kiesett |
| Jaysuma Saidy Ndure | 200 m           | 20,54 | 2. | 6.   | 20,45 | 3. | 13.* | nem állt rajthoz | nem állt rajthoz | nem állt rajthoz | kiesett       | kiesett       |         |         |         |
| Erik Tysse          | 20 km gyaloglás |       |    |      |       |    |      |                  |                  |                  | 1:22:43       | 21.           |         |         |         |
| Erik Tysse          | 50 km gyaloglás |       |    |      |       |    |      |                  |                  |                  | 3:45:08       | 5.            |         |         |         |
| Trond Nymark        | 50 km gyaloglás |       |    |      |       |    |      |                  |                  |                  | nem ért célba | nem ért célba |         |         |         |

| Versenyző           | Versenyszám   | Selejtező | Selejtező | Döntő    | Döntő    |
| Versenyző           | Versenyszám   | Eredmény  | Helyezés  | Eredmény | Helyezés |
| ------------------- | ------------- | --------- | --------- | -------- | -------- |
| Andreas Thorkildsen | Gerelyhajítás | 79,85 m   | 9.        | 90,57 m  |          |

Női
| Versenyző                | Versenyszám     | Előfutam | Előfutam | Előfutam | Negyeddöntő | Negyeddöntő | Negyeddöntő | Elődöntő | Elődöntő | Elődöntő | Döntő   | Döntő    |
| Versenyző                | Versenyszám     | Idő      | Hely.    | Össz.    | Idő         | Hely.       | Össz.       | Idő      | Hely.    | Össz.    | Idő     | Helyezés |
| ------------------------ | --------------- | -------- | -------- | -------- | ----------- | ----------- | ----------- | -------- | -------- | -------- | ------- | -------- |
| Ezinne Okparaebo         | 100 m           | 11,32    | 2.       | 9.       | 11,45       | 4.          | 23.*        | kiesett  | kiesett  | kiesett  | kiesett | kiesett  |
| Christina Vukicevic      | 100 m gát       | 13,05    | 4.       | 19.      |             |             |             | kiesett  | kiesett  | kiesett  | kiesett | kiesett  |
| Kjersti Tysse Plätzer    | 20 km gyaloglás |          |          |          |             |             |             |          |          |          | 1:27:07 |          |
| Kirsten Melkevik Otterbu | Maraton         |          |          |          |             |             |             |          |          |          | 2:34:35 | 34.      |

| Versenyző     | Versenyszám | 100 m gát | 100 m gát | Magasugrás | Magasugrás | Súlylökés | Súlylökés | 200 m | 200 m | Távolugrás | Távolugrás | Gerelyhajítás | Gerelyhajítás | 800 m   | 800 m | Végeredmény | Végeredmény |
| Versenyző     | Versenyszám | Idő       | Pont      | Eredmény   | Pont       | Eredmény  | Pont      | Idő   | Pont  | Eredmény   | Pont       | Eredmény      | Pont          | Idő     | Pont  | Pont        | Helyezés    |
| ------------- | ----------- | --------- | --------- | ---------- | ---------- | --------- | --------- | ----- | ----- | ---------- | ---------- | ------------- | ------------- | ------- | ----- | ----------- | ----------- |
| Ida Marcussen | Hétpróba    | 14,07     | 968       | 171 cm     | 867        | 12,97 m   | 725       | 25,02 | 885   | 606 cm     | 868        | 47,37 m       | 809           | 2:14,96 | 893   | 6015        | 21.         |

* - egy másik versenyzővel azonos eredményt ért el

## Birkózás

### Férfi
Kötöttfogású
| Versenyző        | Versenyszám | Selejtező         | Nyolcaddöntő                          | Negyeddöntő       | Elődöntő          | Vigaszág első kör | Vigaszág elődöntő | Bronz- mérkőzés   | Döntő             | Helyezés |
| Versenyző        | Versenyszám | Ellenfél Eredmény | Ellenfél Eredmény                     | Ellenfél Eredmény | Ellenfél Eredmény | Ellenfél Eredmény | Ellenfél Eredmény | Ellenfél Eredmény | Ellenfél Eredmény | Helyezés |
| ---------------- | ----------- | ----------------- | ------------------------------------- | ----------------- | ----------------- | ----------------- | ----------------- | ----------------- | ----------------- | -------- |
| Stig André Berge | 60 kg       |                   | Nurbakit Tengizbajev (KAZ) · 0-3, 0-3 | kiesett           | kiesett           |                   |                   |                   |                   | 19.      |

## Evezés
Férfi
| Versenyző  | Versenyszám  | Előfutam | Előfutam | Középdöntő | Középdöntő | Elődöntő | Elődöntő | Elődöntő | Döntő | Döntő   | Döntő | Helyezés |
| Versenyző  | Versenyszám  | Idő      | Hely.    | Idő        | Hely.      | Típus    | Idő      | Hely.    | Típus | Idő     | Hely. | Helyezés |
| ---------- | ------------ | -------- | -------- | ---------- | ---------- | -------- | -------- | -------- | ----- | ------- | ----- | -------- |
| Olaf Tufte | Egypárevezős | 7:20,20  | 1.       | 6:53,59    | 1.         | A/B      | 6:58,23  | 2.       | A     | 6:59,83 | 1.    |          |

## Kajak-kenu

### Síkvízi
Férfi
| Versenyző          | Versenyszám        | Előfutam | Előfutam | Előfutam | Elődöntő | Elődöntő | Elődöntő | Döntő    | Döntő    |
| Versenyző          | Versenyszám        | Idő      | Hely.    | Össz.    | Idő      | Hely.    | Össz.    | Idő      | Helyezés |
| ------------------ | ------------------ | -------- | -------- | -------- | -------- | -------- | -------- | -------- | -------- |
| Eirik Verås Larsen | Kajak egyes 500 m  | 1:36,439 | 2.       | 5.       | 1:41,927 | 2.       | 2.       | 1:37,949 | 4.       |
| Eirik Verås Larsen | Kajak egyes 1000 m | 3:29,043 | 1. D     | 2.       |          |          |          | 3:27,342 |          |

## Kerékpározás

### BMX
| Versenyző           | Versenyszám | Selejtező | Selejtező | Negyeddöntő | Negyeddöntő | Elődöntő | Elődöntő | Döntő   | Döntő    |
| Versenyző           | Versenyszám | Idő       | Helyezés  | Pont        | Helyezés    | Pont     | Helyezés | Idő     | Helyezés |
| ------------------- | ----------- | --------- | --------- | ----------- | ----------- | -------- | -------- | ------- | -------- |
| Sebastian Kartfjord | Férfi       | 38,688    | 30.       | 19          | 8.          | kiesett  | kiesett  | kiesett | kiesett  |

### Hegyi-kerékpározás
| Versenyző              | Versenyszám      | Idő             | Helyezés      |
| ---------------------- | ---------------- | --------------- | ------------- |
| Lene Byberg            | Női terepverseny | 1:53:19 (+8:08) | 13.           |
| Gunn Rita Dahle-Flesjå | Női terepverseny | nem ért célba   | nem ért célba |

### Országúti kerékpározás
Férfi
| Versenyző            | Versenyszám   | Idő              | Helyezés      |
| -------------------- | ------------- | ---------------- | ------------- |
| Kurt Asle Arvesen    | Mezőnyverseny | 6:26:17 (+2:28)  | 31.           |
| Edvald Boasson Hagen | Mezőnyverseny | 6:36:48 (+12:59) | 70.           |
| Lars Petter Nordhaug | Mezőnyverseny | nem ért célba    | nem ért célba |
| Gabriel Rasch        | Mezőnyverseny | nem ért célba    | nem ért célba |

Női
| Versenyző            | Versenyszám   | Idő             | Helyezés |
| -------------------- | ------------- | --------------- | -------- |
| Anita Valen de Vries | Mezőnyverseny | 3:33:17 (+0:53) | 26.      |

## Kézilabda

### Női

#### Eredmények
Csoportkör
A csoport
| Csapat              | M | Gy | D | V | G+  | G–  | Gk  | P  |
| ------------------- | - | -- | - | - | --- | --- | --- | -- |
| Norvégia (NOR)      | 5 | 5  | 0 | 0 | 154 | 106 | +48 | 10 |
| Románia (ROU)       | 5 | 4  | 0 | 1 | 150 | 112 | +89 | 8  |
| Kína (CHN)          | 5 | 2  | 0 | 3 | 122 | 135 | –13 | 4  |
| Franciaország (FRA) | 5 | 2  | 0 | 3 | 121 | 128 | –7  | 4  |
| Kazahsztán (KAZ)    | 5 | 1  | 1 | 3 | 109 | 137 | –28 | 3  |
| Angola (ANG)        | 5 | 0  | 1 | 4 | 109 | 147 | –38 | 1  |

| 2008. augusztus 9. 19:00 | Norvégia (NOR) | 30–23       | Kína (CHN)   | Olimpiai Sport Centrum, Peking Játékvezetők: Elmoamli, Shaban Ali (EGY) |
| 2008. augusztus 9. 19:00 | Hammerseng 7   | (13–12)     | Li Vej-vej 8 | Olimpiai Sport Centrum, Peking Játékvezetők: Elmoamli, Shaban Ali (EGY) |
| 2008. augusztus 9. 19:00 | 5× 3×          | Jegyzőkönyv | 7× 3×        | Olimpiai Sport Centrum, Peking Játékvezetők: Elmoamli, Shaban Ali (EGY) |

| 2008. augusztus 11. 14:00 | Angola (ANG) | 17–31       | Norvégia (NOR) | Olimpiai Sport Centrum, Peking Játékvezetők: Liu S, Liu F (CHN) |
| 2008. augusztus 11. 14:00 | Almeida 5    | (6–14)      | Riegelhuth 6   | Olimpiai Sport Centrum, Peking Játékvezetők: Liu S, Liu F (CHN) |
| 2008. augusztus 11. 14:00 | 3× 3×        | Jegyzőkönyv | 2× 3×          | Olimpiai Sport Centrum, Peking Játékvezetők: Liu S, Liu F (CHN) |

| 2008. augusztus 13. 19:00 | Norvégia (NOR)   | 35–19       | Kazahsztán (KAZ) | Olimpiai Sport Centrum, Peking Játékvezetők: Aires Menezes, Aparecido Pinto (BRA) |
| 2008. augusztus 13. 19:00 | Lybekk, Nyberg 5 | (14–10)     | Vasziljeva 6     | Olimpiai Sport Centrum, Peking Játékvezetők: Aires Menezes, Aparecido Pinto (BRA) |
| 2008. augusztus 13. 19:00 | 3× 3×            | Jegyzőkönyv | 5× 3×            | Olimpiai Sport Centrum, Peking Játékvezetők: Aires Menezes, Aparecido Pinto (BRA) |

| 2008. augusztus 15. 19:00 | Franciaország (FRA) | 24–34       | Norvégia (NOR)       | Olimpiai Sport Centrum, Peking Játékvezetők: Krstic, Ljubic (SLO) |
| 2008. augusztus 15. 19:00 | Baudouin 6          | (12–15)     | Nyberg, Riegelhuth 6 | Olimpiai Sport Centrum, Peking Játékvezetők: Krstic, Ljubic (SLO) |
| 2008. augusztus 15. 19:00 | 4× 3×               | Jegyzőkönyv | 3× 3×                | Olimpiai Sport Centrum, Peking Játékvezetők: Krstic, Ljubic (SLO) |

| 2008. augusztus 17. 14:00 | Norvégia (NOR)     | 24–23       | Románia (ROU)           | Olimpiai Sport Centrum, Peking Játékvezetők: Csernyega, Polagyenko (RUS) |
| 2008. augusztus 17. 14:00 | Johansen, Lybekk 4 | (12–11)     | Amariei, Stanca-Gâlcă 5 | Olimpiai Sport Centrum, Peking Játékvezetők: Csernyega, Polagyenko (RUS) |
| 2008. augusztus 17. 14:00 | 4× 2×              | Jegyzőkönyv | 6× 4× 1×                | Olimpiai Sport Centrum, Peking Játékvezetők: Csernyega, Polagyenko (RUS) |

Negyeddöntő
| 2008. augusztus 19. 12:00 | Norvégia (NOR)   | 31–24       | Svédország (SWE) | Olimpiai Sport Centrum, Peking Játékvezetők: Baum, Goralczyk (POL) |
| 2008. augusztus 19. 12:00 | Larsen, Lybekk 6 | (16–10)     | Torstenson 6     | Olimpiai Sport Centrum, Peking Játékvezetők: Baum, Goralczyk (POL) |
| 2008. augusztus 19. 12:00 | 4× 3×            | Jegyzőkönyv | 2× 4×            | Olimpiai Sport Centrum, Peking Játékvezetők: Baum, Goralczyk (POL) |

Elődöntő
| 2008. augusztus 21. 18:00 | Norvégia (NOR)         | 29–28       | Dél-Korea (KOR) | Olimpiai Sport Centrum, Peking Játékvezetők: Breto, Huelin (ESP) |
| 2008. augusztus 21. 18:00 | Hammerseng, Johansen 6 | (14–15)     | Mun Philhi 9    | Olimpiai Sport Centrum, Peking Játékvezetők: Breto, Huelin (ESP) |
| 2008. augusztus 21. 18:00 | 3× 2×                  | Jegyzőkönyv | 2× 3×           | Olimpiai Sport Centrum, Peking Játékvezetők: Breto, Huelin (ESP) |

Döntő
| 2008. augusztus 23. 15:45 | Norvégia (NOR) | 34–27       | Oroszország (RUS) | Olimpiai Sport Centrum, Peking Játékvezetők: Bord, Buy (FRA) |
| 2008. augusztus 23. 15:45 | Riegelhuth 9   | (18–13)     | Bliznova 6        | Olimpiai Sport Centrum, Peking Játékvezetők: Bord, Buy (FRA) |
| 2008. augusztus 23. 15:45 | 3× 3×          | Jegyzőkönyv | 2× 2×             | Olimpiai Sport Centrum, Peking Játékvezetők: Bord, Buy (FRA) |

| Csapat         | Helyezés |
| -------------- | -------- |
| Norvégia (NOR) |          |

## Labdarúgás

### Női
| #                   | Név                            | Klub                         | Születési idő                   | Mérkőzésszám | Gól     | Sárga lap | sárga lap · 2. sárga lap · kiállítva | kiállítva |
| Kapusok             | Kapusok                        | Kapusok                      | Kapusok                         | Kapusok      | Kapusok | Kapusok   | Kapusok                              | Kapusok   |
| ------------------- | ------------------------------ | ---------------------------- | ------------------------------- | ------------ | ------- | --------- | ------------------------------------ | --------- |
| 1                   | Erika Skarbø                   | Arna-Bjørnar                 | 1987. június 12. (21 évesen)    | 4            | 0       | 0         | 0                                    | 0         |
| 18                  | Christine Colombo Nilsen       | Kolbotn Fotball              | 1982. augusztus 3. (26 évesen)  | 0            | 0       | 0         | 0                                    | 0         |
| Védők               |                                |                              |                                 |              |         |           |                                      |           |
| 2                   | Ane Stangeland Horpestad (csk) | Klepp IL                     | 1980. június 22. (28 évesen)    | 4            | 0       | 0         | 0                                    | 0         |
| 3                   | Gunhild Følstad                | SK Trondheims-Ørn            | 1981. november 3. (26 évesen)   | 4            | 0       | 0         | 0                                    | 0         |
| 5                   | Siri Nordby                    | Røa Dynamite Girls           | 1978. augusztus 4. (30 évesen)  | 3(2)         | 1       | 0         | 0                                    | 0         |
| 7                   | Trine Rønning                  | Kolbotn Fotball (női csapat) | 1982. június 14. (26 évesen)    | 3(1)         | 0       | 0         | 0                                    | 0         |
| 12                  | Marit Fiane Christensen        | Røa Dynamite Girls           | 1980. december 11. (27 évesen)  | 4            | 0       | 0         | 0                                    | 0         |
| 15                  | Marita Skammelsrud Lund        | Team Strømmen                | 1989. január 29. (19 évesen)    | 3            | 0       | 0         | 0                                    | 0         |
| Középpályások       |                                |                              |                                 |              |         |           |                                      |           |
| 4                   | Ingvild Stensland              | Göteborg FC                  | 1981. augusztus 3. (27 évesen)  | 4            | 0       | 0         | 0                                    | 0         |
| 6                   | Marie Knutsen                  | Røa Dynamite Girls           | 1982. augusztus 31. (25 évesen) | 3            | 0       | 0         | 0                                    | 0         |
| 13                  | Lene Storløkken                | Team Strømmen                | 1981. június 20. (27 évesen)    | 3            | 0       | 0         | 0                                    | 0         |
| Csatárok            |                                |                              |                                 |              |         |           |                                      |           |
| 8                   | Solveig Gulbrandsen            | Kolbotn Fotball (női csapat) | 1981. január 12. (27 évesen)    | 4            | 0       | 0         | 0                                    | 0         |
| 9                   | Isabell Herlovsen              | Kolbotn Fotball (női csapat) | 1988. június 23. (20 évesen)    | 2(2)         | 0       | 0         | 0                                    | 0         |
| 10                  | Melissa Wiik                   | Asker Skiklubb               | 1985. február 7. (23 évesen)    | 4(1)         | 2       | 0         | 0                                    | 0         |
| 11                  | Leni Larsen Kaurin             | 1. FFC Turbine Potsdam       | 1981. március 21. (27 évesen)   | 4            | 1       | 0         | 0                                    | 0         |
| 14                  | Guro Knutsen                   | Røa Dynamite Girls           | 1985. január 10. (23 évesen)    | 3(3)         | 1       | 0         | 0                                    | 0         |
| 16                  | Elise Thorsnes                 | Arna-Bjørnar                 | 1988. augusztus 14. (19 évesen) | 3(2)         | 0       | 0         | 0                                    | 0         |
| 17                  | Lene Mykjåland                 | Røa Dynamite Girls           | 1987. február 20. (21 évesen)   | 2(1)         | 0       | 0         | 0                                    | 0         |
| Szövetségi kapitány |                                |                              |                                 |              |         |           |                                      |           |
|                     | Bjarne Berntsen                |                              | 1956. december 21. (51 évesen)  |              |         |           |                                      |           |

- Kor: 2008. augusztus 6-i kora

#### Eredmények
G csoport
| Nemzet                 | M | Gy | D | V | G+ | G- | Gk | P |
| ---------------------- | - | -- | - | - | -- | -- | -- | - |
| Egyesült Államok (USA) | 3 | 2  | 0 | 1 | 5  | 2  | +3 | 6 |
| Norvégia (NOR)         | 3 | 2  | 0 | 1 | 4  | 5  | –1 | 6 |
| Japán (JPN)            | 3 | 1  | 1 | 1 | 7  | 4  | +3 | 4 |
| Új-Zéland (NZL)        | 3 | 0  | 1 | 2 | 2  | 7  | –5 | 1 |

| 2008. augusztus 6. 19:45 |

| Norvégia (NOR)           | 2–0               | Egyesült Államok (USA) |
| ------------------------ | ----------------- | ---------------------- |
| Larsen Kaurin 2' Wiik 4' | (2–0) Jegyzőkönyv |                        |

| Csinhuangtaói Olimpiai Stadion, Csinhuangtao Nézőszám: 17 673 Játékvezető: Nicole Petignat (svájci) |

| 2008. augusztus 9. 19:45 |

| Új-Zéland (NZL) | 0–1               | Norvégia (NOR) |
| --------------- | ----------------- | -------------- |
|                 | (0–1) Jegyzőkönyv | Wiik 8'        |

| Csinhuangtaói Olimpiai Stadion, Csinhuangtao Nézőszám: 7285 Játékvezető: Estela Álvarez (argentin) |

| 2008. augusztus 12. 19:45 |

| Norvégia (NOR) | 1–5               | Japán (JPN)                                              |
| -------------- | ----------------- | -------------------------------------------------------- |
| Knutsen 27'    | (1–1) Jegyzőkönyv | Kinga 31' Følstad 51' (öngól) Óno 52' Szava 70' Hara 83' |

| Sanghaj Stadion, Sanghaj Nézőszám: 16 872 Játékvezető: Shane de Silva (Trinidad és Tobagó-i) |

Negyeddöntő
| 2008. augusztus 15. 18:00 |

| Brazília (BRA)        | 2–1               | Norvégia (NOR)        |
| --------------------- | ----------------- | --------------------- |
| Daniela 44' Marta 57' | (1–0) Jegyzőkönyv | Nordby 83' (11-esből) |

| Tiencsini Olimpiai Stadion, Tiencsin Nézőszám: 26 174 Játékvezető: Kari Seitz (amerikai) |

| Csapat         | Helyezés |
| -------------- | -------- |
| Norvégia (NOR) | 7.       |

## Lovaglás
Díjugratás
| Versenyző                                    | Ló                      | Versenyszám | Selejtező | Selejtező | Selejtező | Selejtező | Selejtező | Selejtező | Selejtező | Selejtező | Döntő    | Döntő    | Döntő    | Döntő    | Végeredmény | Végeredmény |
| Versenyző                                    | Ló                      | Versenyszám | 1. kör    | 1. kör    | 2. kör    | 2. kör    | 2. kör    | 3. kör    | 3. kör    | 3. kör    | 1. kör   | 1. kör   | 2. kör   | 2. kör   | Végeredmény | Végeredmény |
| Versenyző                                    | Ló                      | Versenyszám | Bünt.     | Hely.     | Bünt.     | Össz.     | Hely.     | Bünt.     | Össz.     | Hely.     | Bünt.    | Hely.    | Bünt.    | Hely.    | Bünt.       | Helyezés    |
| -------------------------------------------- | ----------------------- | ----------- | --------- | --------- | --------- | --------- | --------- | --------- | --------- | --------- | -------- | -------- | -------- | -------- | ----------- | ----------- |
| Morten Djupvik                               | Casino                  | Egyéni      | 1         | 13.       | 12        | 13        | 29.       | 4         | 17        | 20.       | 4        | 11.      | 4        | 6.       | 8           | 9.          |
| Stein Endresen                               | Le Beau                 | Egyéni      | 0         | 1.        | 4         | 4         | 5.        | 12        | 16        | 15.       | 0        | 1.       | 16       | 17.      | 16          | 15.         |
| Geir Gulliksen                               | L´Espoir                | Egyéni      | 13        | 59.       | 12        | 25        | 45.       | kiesett   | kiesett   | kiesett   | kiesett  | kiesett  | kiesett  | kiesett  | kiesett     | kiesett     |
| Tony André Hansen                            | Camiro 19               | Egyéni      | kizárták  | kizárták  | kizárták  | kizárták  | kizárták  | kizárták  | kizárták  | kizárták  | kizárták | kizárták | kizárták | kizárták | kizárták    | kizárták    |
| Morten Djupvik Stein Endresen Geir Gulliksen | Casino Le Beau L´Espoir | Csapat      |           |           |           |           |           |           |           |           | 28       | 9.       | 21       | 5.       | 49          | 8.          |

## Röplabda

### Strandröplabda

#### Férfi
| Versenyző                       | Csoportkör | Csoportkör | 16 közé jutásért  | Nyolcaddöntő      | Negyeddöntő       | Elődöntő          | Döntő             | Helyezés |
| Versenyző                       | Ellenfél Eredmény | Hely.      | Ellenfél Eredmény | Ellenfél Eredmény | Ellenfél Eredmény | Ellenfél Eredmény | Ellenfél Eredmény | Helyezés |
| ------------------------------- | --- | ---------- | ----------------- | ----------------- | ----------------- | ----------------- | ----------------- | -------- |
| Jørre Kjemperud Tarjei Skarlund | E csoport · Németország (GER) · David Klemperer · Eric Koreng · 21-19, 20-22, 7-15 · Hollandia (NED) · Reinder Nummerdor · Richard Schuil · 21-13, 15-21, 9-15 · Svájc (SUI) · Martin Laciga · Jan Schnider · 17-21, 13-21 | 4.         | kiesett           | kiesett           | kiesett           | kiesett           | kiesett           | 19.      |

#### Női
| Versenyző                         | Csoportkör | Csoportkör | 16 közé jutásért                                                          | Nyolcaddöntő                                                           | Negyeddöntő       | Elődöntő          | Döntő             | Helyezés |
| Versenyző                         | Ellenfél Eredmény | Hely.      | Ellenfél Eredmény                                                         | Ellenfél Eredmény                                                      | Ellenfél Eredmény | Ellenfél Eredmény | Ellenfél Eredmény | Helyezés |
| --------------------------------- | --- | ---------- | ------------------------------------------------------------------------- | ---------------------------------------------------------------------- | ----------------- | ----------------- | ----------------- | -------- |
| Kathrine Maaseide Susanne Glesnes | A csoport · Belgium (BEL) · Liesbet Van Breedam · Liesbeth Mouha · 24-22, 21-18 · Svájc (SUI) · Simone Kuhn · Lea Schwer · 21-11, 21-17 · Kína (CHN) · Tien Csia · Vang Csie · 21-17, 14-21, 8-15                | 2.         |                                                                           | Brazília (BRA) · Talita Antunes · Renata Ribeiro · 21-12, 19-21, 13-15 | kiesett           | kiesett           | kiesett           | 9.       |
| Nila Håkedal Ingrid Tørlen        | B csoport · Kuba (CUB) · Dalixia Fernández · Tamara Larrea · 20-22, 19-21 · Japán (JPN) · Szaiki Mika · Kuszuhara Csiaki · 21-8, 21-18 · Egyesült Államok (USA) · Misty May-Treanor · Kerri Walsh · 12-21, 15-21 | 3.         | Mexikó (MEX) · Bibiana Candelas · Mayra Aide García · 20-22, 21-12, 15-11 | Kína (CHN) · Tien Csia · Vang Csie · 13-21, 15-21                      | kiesett           | kiesett           | kiesett           | 9.       |

## Sportlövészet
Férfi
| Versenyző          | Versenyszám           | Selejtező | Selejtező | Döntő   | Döntő    |
| Versenyző          | Versenyszám           | Pont      | Helyezés  | Pont    | Helyezés |
| ------------------ | --------------------- | --------- | --------- | ------- | -------- |
| Are Hansen         | Légpuska              | 592       | 19.       | kiesett | kiesett  |
| Vebjørn Berg       | Légpuska              | 592       | 22.       | kiesett | kiesett  |
| Vebjørn Berg       | Sportpuska, fekvő     | 596       | 3.        | 699,1   | 4.       |
| Vebjørn Berg       | Sportpuska, összetett | 1172      | 5.*       | 1266,5  | 8.       |
| Espen Berg-Knutsen | Sportpuska, összetett | 1160      | 30.       | kiesett | kiesett  |
| Espen Berg-Knutsen | Sportpuska, fekvő     | 594       | 11.       | kiesett | kiesett  |
| Tore Brovold       | Skeet                 | 120       | 2.        | 145     |          |
| Harald Jensen      | Skeet                 | 118       | 12.       | kiesett | kiesett  |

Női
| Versenyző               | Versenyszám           | Selejtező | Selejtező | Döntő   | Döntő    |
| Versenyző               | Versenyszám           | Pont      | Helyezés  | Pont    | Helyezés |
| ----------------------- | --------------------- | --------- | --------- | ------- | -------- |
| Gyda Ellefsplass Olssen | Légpuska              | 391       | 34.       | kiesett | kiesett  |
| Gyda Ellefsplass Olssen | Sportpuska, összetett | 575       | 27.       | kiesett | kiesett  |
| Kristina Vestveit       | Sportpuska, összetett | 573       | 29.       | kiesett | kiesett  |
| Kristina Vestveit       | Légpuska              | 395       | 14.       | kiesett | kiesett  |

* - egy másik versenyzővel azonos eredményt ért el

## Súlyemelés
Női
| Versenyző    | Versenyszám | Szakítás | Szakítás | Lökés    | Lökés    | Összesen | Helyezés |
| Versenyző    | Versenyszám | Eredmény | Helyezés | Eredmény | Helyezés | Összesen | Helyezés |
| ------------ | ----------- | -------- | -------- | -------- | -------- | -------- | -------- |
| Ruth Kasirye | 63 kg       | 103,0    | 4.*      | 121,0    | 7.       | 224,0    | 7.       |

* - egy másik versenyzővel azonos eredményt ért el

## Taekwondo
Női
| Versenyző    | Versenyszám | Nyolcaddöntő               | Negyeddöntő               | Elődöntő                          | Vigaszág elődöntő | Bronz- mérkőzés   | Döntő                      | Helyezés |
| Versenyző    | Versenyszám | Ellenfél Eredmény          | Ellenfél Eredmény         | Ellenfél Eredmény                 | Ellenfél Eredmény | Ellenfél Eredmény | Ellenfél Eredmény          | Helyezés |
| ------------ | ----------- | -------------------------- | ------------------------- | --------------------------------- | ----------------- | ----------------- | -------------------------- | -------- |
| Nina Solheim | Nehézsúly   | Noha Abd-Rabbo (EGY) · 9-3 | Che Chew Chan (MAS) · 3-1 | Natália Falavigna (BRA) · 2-2-SUP |                   |                   | María Espinoza (MEX) · 1-3 |          |

SUP - döntő fölény

## Úszás
Férfi
| Versenyző          | Versenyszám  | Előfutam | Előfutam | Előfutam | Elődöntő | Elődöntő | Elődöntő | Döntő   | Döntő    |
| Versenyző          | Versenyszám  | Idő      | Hely.    | Össz.    | Idő      | Hely.    | Össz.    | Idő     | Helyezés |
| ------------------ | ------------ | -------- | -------- | -------- | -------- | -------- | -------- | ------- | -------- |
| Gard Kvale         | 200 m gyors  | 1:48,73  | 1.       | 27.      | kiesett  | kiesett  | kiesett  | kiesett | kiesett  |
| Gard Kvale         | 400 m gyors  | 3:50,47  | 1.       | 26.      |          |          |          | kiesett | kiesett  |
| Gard Kvale         | 200 m vegyes | 2:01,52  | 1.       | 25.      | kiesett  | kiesett  | kiesett  | kiesett | kiesett  |
| Alexander Dale Oen | 100 m mell   | 59,41    | 1.       | 1.       | 59,16    | 1.       | 1.       | 59,20   |          |
| Alexander Dale Oen | 200 m mell   | 2:11,30  | 6.       | 17.*     | kiesett  | kiesett  | kiesett  | kiesett | kiesett  |

Női
| Versenyző       | Versenyszám    | Előfutam | Előfutam | Előfutam | Elődöntő | Elődöntő | Elődöntő | Döntő   | Döntő    |
| Versenyző       | Versenyszám    | Idő      | Hely.    | Össz.    | Idő      | Hely.    | Össz.    | Idő     | Helyezés |
| --------------- | -------------- | -------- | -------- | -------- | -------- | -------- | -------- | ------- | -------- |
| Sara Nordenstam | 200 m mell     | 2:24,47  | 3.       | 4.       | 2:23,79  | 2.       | 4.       | 2:23,02 |          |
| Sara Nordenstam | 200 m vegyes   | 2:15,13  | 2.       | 23.      | kiesett  | kiesett  | kiesett  | kiesett | kiesett  |
| Sara Nordenstam | 400 m vegyes   | 4:40,28  | 2.       | 18.      |          |          |          | kiesett | kiesett  |
| Ingvild Snildal | 100 m pillangó | 59,86    | 5.       | 37.      | kiesett  | kiesett  | kiesett  | kiesett | kiesett  |
| Ingvild Snildal | 200 m pillangó | 2:14,53  | 3.       | 33.      | kiesett  | kiesett  | kiesett  | kiesett | kiesett  |

* - egy másik versenyzővel azonos időt ért el

## Vitorlázás
Férfi
| Versenyző     | Versenyszám | Futam | Futam | Futam | Futam | Futam | Futam | Futam | Futam | Futam | Futam | Futam | Pontszám | Helyezés |
| Versenyző     | Versenyszám | 1     | 2     | 3     | 4     | 5     | 6     | 7     | 8     | 9     | 10    | É     | Pontszám | Helyezés |
| ------------- | ----------- | ----- | ----- | ----- | ----- | ----- | ----- | ----- | ----- | ----- | ----- | ----- | -------- | -------- |
| Kristian Ruth | Laser       | 10    | 11    | 17    | 10    | 3     | 8     | 13    | 21    | 38    |       | 8     | 109      | 10.      |

Női
| Versenyző                                               | Versenyszám     | Futam | Futam | Futam | Futam | Futam | Futam | Futam | Futam | Futam | Futam | Futam | Pontszám | Helyezés |
| Versenyző                                               | Versenyszám     | 1     | 2     | 3     | 4     | 5     | 6     | 7     | 8     | 9     | 10    | É     | Pontszám | Helyezés |
| ------------------------------------------------------- | --------------- | ----- | ----- | ----- | ----- | ----- | ----- | ----- | ----- | ----- | ----- | ----- | -------- | -------- |
| Jannicke Stålstrøm                                      | Szörfvitorlázás | 7     |       | 2     | 12    | 9     | 10    | 15    | 13    | 21    | 18    | -     | 107      | 14.      |
| Cathrine Gjerpen                                        | Laser radial    | 26    | 27    | 24    | 27    | 23    | 28    | 23    | 27    | 25    |       | -     | 202      | 28.      |
| Lise Birgitte Fredriksen Alexandra Koefoed Siren Sundby | Yngling         | 12    | 13    | 5     | 1     | 3     | 13    | 12    | 11    |       |       | 12    | 69       | 9.       |

Nyílt
| Versenyző                         | Versenyszám        | Futam | Futam    | Futam | Futam | Futam | Futam | Futam    | Futam | Futam | Futam | Futam | Futam | Futam | Pontszám | Helyezés |
| Versenyző                         | Versenyszám        | 1     | 2        | 3     | 4     | 5     | 6     | 7        | 8     | 9     | 10    | 11    | 12    | É     | Pontszám | Helyezés |
| --------------------------------- | ------------------ | ----- | -------- | ----- | ----- | ----- | ----- | -------- | ----- | ----- | ----- | ----- | ----- | ----- | -------- | -------- |
| Peer Moberg                       | Finn dingi         | 23    | kizárták | 11    | 19    | 22    | 1     | kizárták | 4     |       |       |       |       | -     | 107      | 9.       |
| Frode Bovim Christopher Gundersen | Könnyű 49-es dingi | 11    | 13       | 13    | 19    | 10    | 8     | 14       | 11    | 13    | 19    | 12    | 11    | -     | 128      | 13.      |

É - éremfutam

## Vívás
Férfi
| Versenyző         | Versenyszám       | Selejtező                     | 32-es főtábla                   | Nyolcaddöntő      | Negyeddöntő       | Elődöntő          | Bronz- mérkőzés   | Döntő             | Helyezés |
| Versenyző         | Versenyszám       | Ellenfél Eredmény             | Ellenfél Eredmény               | Ellenfél Eredmény | Ellenfél Eredmény | Ellenfél Eredmény | Ellenfél Eredmény | Ellenfél Eredmény | Helyezés |
| ----------------- | ----------------- | ----------------------------- | ------------------------------- | ----------------- | ----------------- | ----------------- | ----------------- | ----------------- | -------- |
| Sturla Torkildsen | Párbajtőr, egyéni | Wolfgang Mejías (VEN) · 12-11 | Matteo Tagliariol (ITA) · 10-15 | kiesett           | kiesett           | kiesett           | kiesett           | kiesett           | 32.      |